# Детен-э-Брюан
Дете́н-э-Брюа́н (фр. Détain-et-Bruant) — коммуна во Франции, находится в регионе Бургундия. Департамент коммуны — Кот-д’Ор. Входит в состав кантона Жевре-Шамбертен. Округ коммуны — Дижон.
Код INSEE коммуны — 21228.

## Население
Население коммуны на 2010 год составляло 150 человек.
| 1962 | 1968 | 1975 | 1982 | 1990 | 1999 | 2010 |
| ---- | ---- | ---- | ---- | ---- | ---- | ---- |
| 84   | 74   | 67   | 72   | 91   | 108  | 150  |

## Экономика
В 2010 году среди 98 человек трудоспособного возраста (15—64 лет) 86 были экономически активными, 12 — неактивными (показатель активности — 87,8 %, в 1999 году было 76,1 %). Из 86 активных жителей работали 80 человек (43 мужчины и 37 женщин), безработных было 6 (5 мужчин и 1 женщина). Среди 12 неактивных 2 человека были учениками или студентами, 3 — пенсионерами, 7 были неактивными по другим причинам.